# Trogoxylon impressum
Trogoxylon impressum là một loài bọ cánh cứng trong họ Bostrichidae. Loài này được Comolli miêu tả khoa học năm 1837.

## Hình ảnh

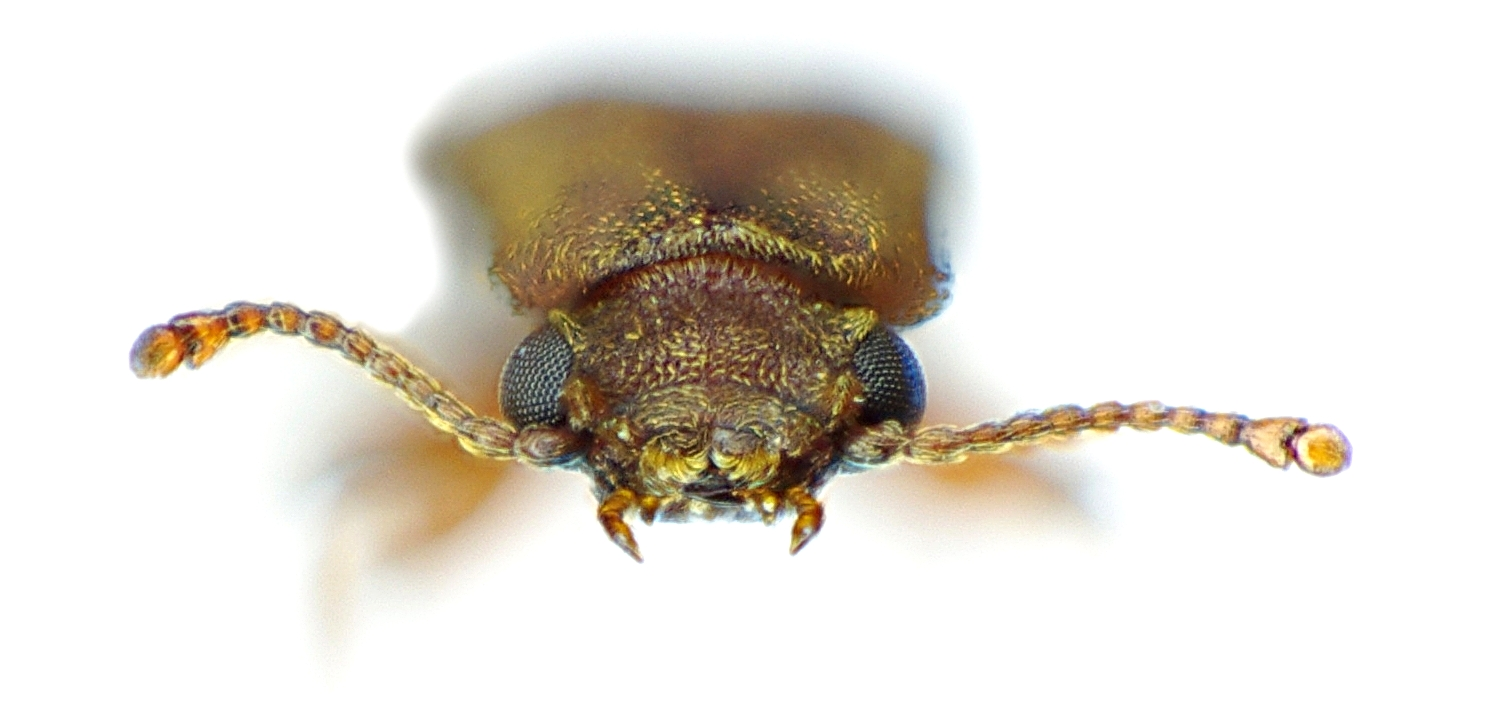
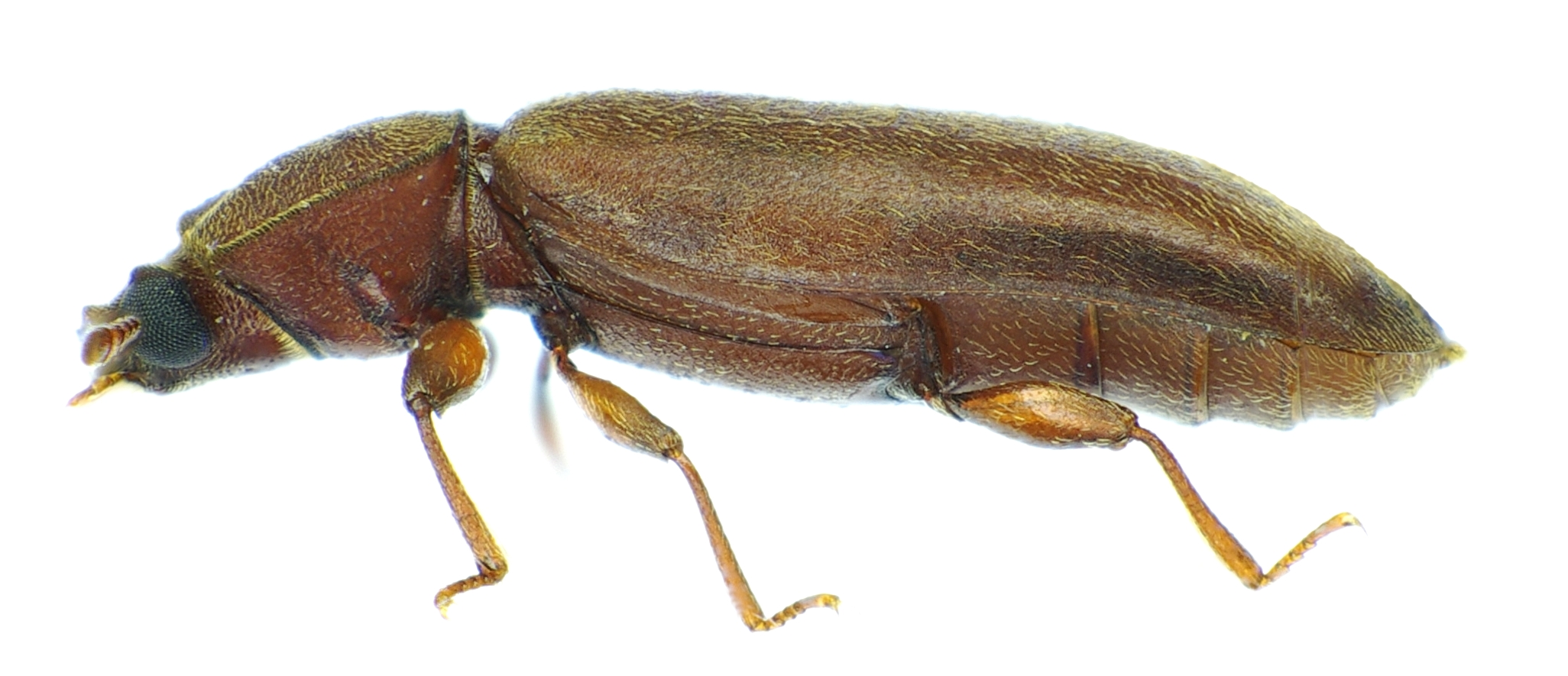
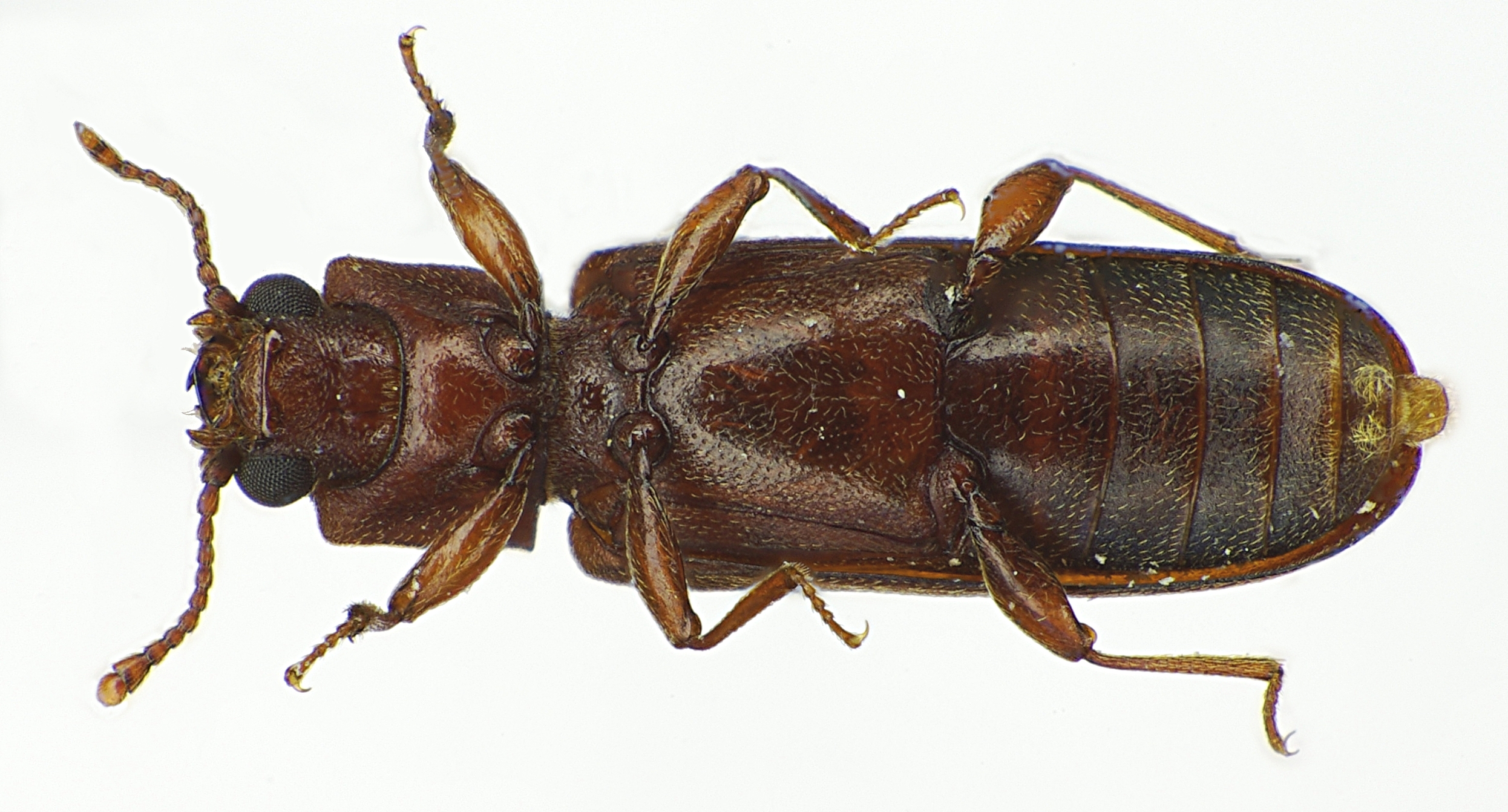
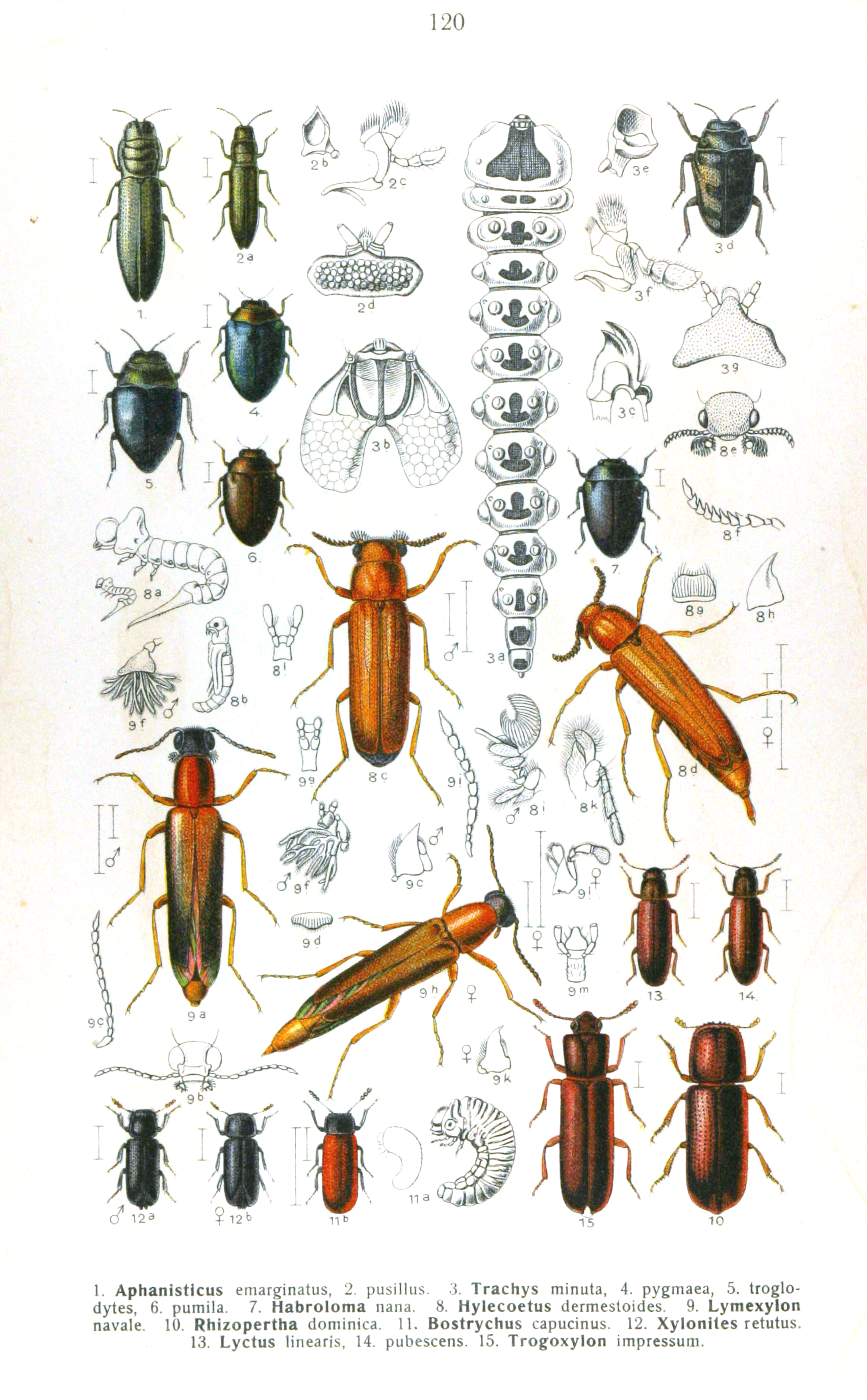